# هانری زاریان
هانری نایریی زاریان (ارمنی: Հանրի Նաիրիի Զարյան؛  زادهٔ ۳ ژوئن ۱۹۲۸ - درگذشته ۱۸ اکتبر ۱۹۷۴) بازیگر، مترجم و نثرنویس اهل ارمنستان بود. وی بین سال‌های ۱۹۶۶ تا ۱۹۷۴ میلادی فعالیت می‌کرد.

## زندگی‌نامه
وی در ۳ ژوئن ۱۹۲۸ در ایروان به دنیا آمد و فرزند نائیری زاریان از انستیتو دولتی تئاتر و هنرهای زیبای ایروان فارغ‌التحصیل گشت. عضو اتحادیه نویسندگان اتحاد شوروی (۱۹۶۷) وی در فرهنگستان دولتی تئاتر سوندوکیان (۱۹۷۴–۱۹۶۶) فعالیت می‌کرد. همچنین برندهٔ جوایزی همچون هنرمند شایسته ارمنستان شوروی (۱۹۷۰) شده است. وی در ۱۸ اکتبر ۱۹۷۴ در سن ۴۶ سالگی در ایروان درگذشت.

## گزیده فیلم‌شناسی
- (۱۹۶۰) - رنگین‌کمان شمالی
- (۱۹۶۱) - تژوژیک
- (۱۹۷۰) - پژواک‌های گذشته - سارگیس
- (۱۹۷۲) - مردان